# Aloe ruffingiana
Aloe ruffingiana ist eine Pflanzenart der Gattung der Aloen in der Unterfamilie der Affodillgewächse (Asphodeloideae). Das Artepitheton ruffingiana ehrt den deutschen Arzt Erich Ruffing (1919–2005).

## Beschreibung

### Vegetative Merkmale
Aloe ruffingiana wächst stammlos, verzweigt und bildet Gruppen. Die etwa 15 ausgebreiteten, eiförmig-dreieckigen, verschmälerten Laubblätter bilden eine dichte Rosette. Die grüne Blattspreite ist 10 bis 15 Zentimeter lang und 4 Zentimeter breit. Sie ist auf beiden Seiten mit zahlreichen etwas rechteckigen weißen Flecken besetzt, Der hellgrüne Blattrand besitzt eine schmale rötliche Kante. Die dreieckigen, weißen oder rötlichen Zähne am Blattrand sind kürzer als 1 Millimeter. Der Blattsaft ist farblos.

### Blütenstände und Blüten
Der aufrechte, für gewöhnlich einfache Blütenstand weist gelegentlich einen Zweig auf und erreicht eine Länge von bis zu 25 Zentimeter. Die lockeren, zylindrischen Trauben sind 6 Zentimeter lang und bestehen aus 10 bis 15 Blüten. Die lanzettlichen Brakteen weisen eine Länge von 10 Millimeter auf. Die an ihrer Basis roten und darüber weißlichen Blüten besitzen einen grünen Mittelstreifen und stehen an etwa 15 Millimeter langen, roten Blütenstielen. Die Blüten sind 25 bis 28 Millimeter lang und an ihrer Basis gerundet. Auf Höhe des Fruchtknotens weisen die Blüten einen Durchmesser von 4 Millimeter auf. Darüber sind sie leicht verengt und schließlich zur Mündung erweitert. Ihre äußeren Perigonblätter sind nicht miteinander verwachsen. Die Staubblätter und der Griffel ragen 2 bis 4 Millimeter aus der Blüte heraus.

## Systematik und Verbreitung
Aloe ruffingiana ist auf Madagaskar im offenen Busch auf Granit verbreitet.
Die Erstbeschreibung durch Werner Rauh und Herman Petignat wurde 1999 veröffentlicht.
Ein nomenklatorisches Synonym ist Aloe deltoideodonta var. ruffingiana (Rauh & Petignat) J.-B.Castillon & J.-P.Castillon (2010).

## Nachweise